# 小行星8920
小行星8920（英語：8920）是一颗围绕太阳公转的小行星。1996年11月7日，上田清二、金田宏在钏路市发现了此天体。
这颗小行星的绝对星等为28.32860555086155等。